# 스기야마 나오히로
스기야마 나오히로(일본어: 杉山 直宏, 1998년 9월 7일~)는 일본의 축구 선수이다.

## 구단 경력
그는 2021년 J3리그의 로아소 구마모토에 입단했다. 2021년 J3리그 우승으로 J2리그로 승격했다. 2022년까지 70경기에 출전하여, 14득점을 넣었다. 2023년 J1리그의 감바 오사카로 이적했다. 2024년 J2리그의 몬테디오 야마가타로 이적했다. 2024년 7월 제프 유나이티드 지바로 이적했다.